# Palluaud
Palluaud is een gemeente in het Franse departement Charente (regio Nouvelle-Aquitaine) en telt 289 inwoners (2005). De plaats maakt deel uit van het arrondissement Angoulême.

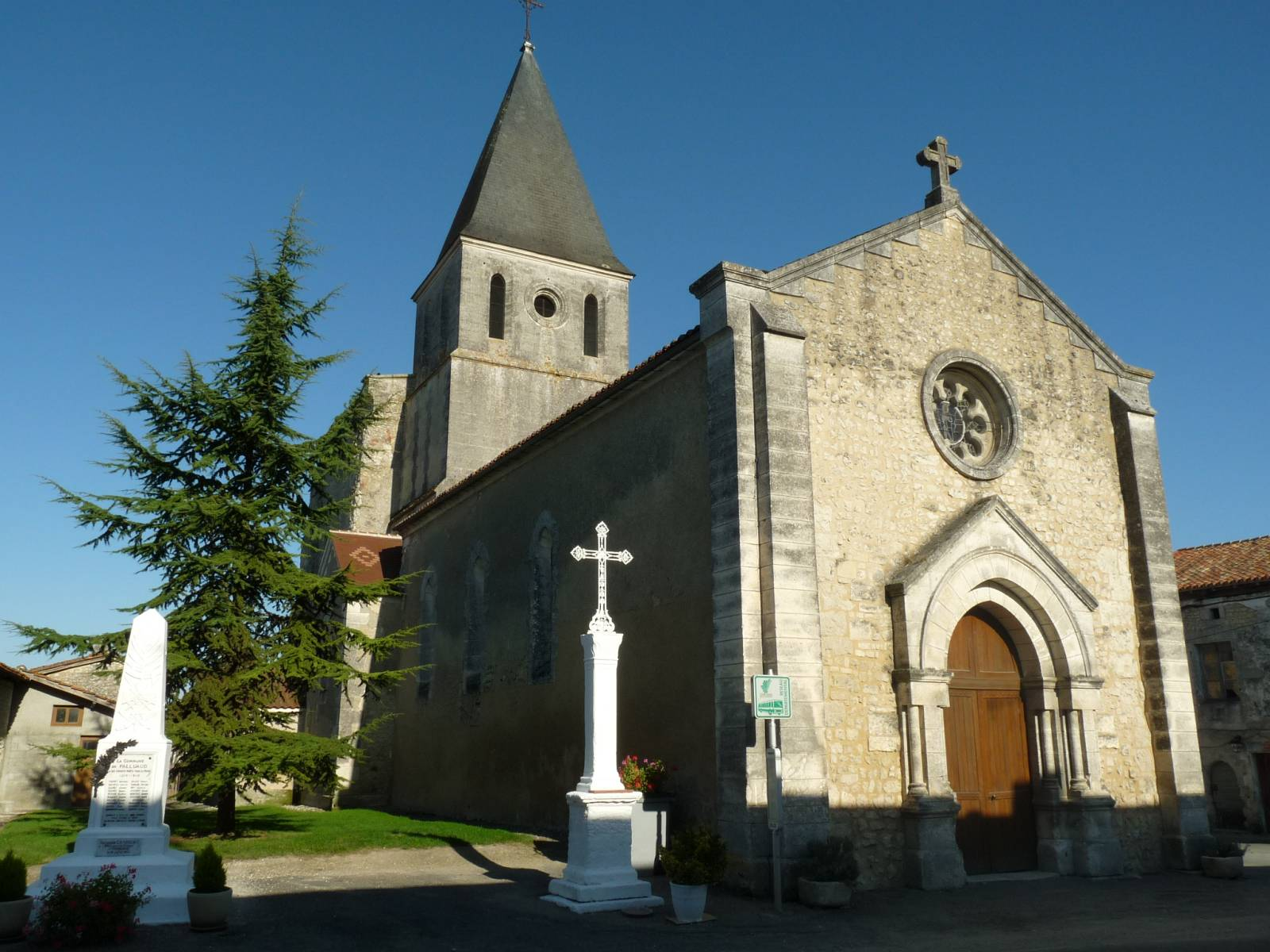
Kerk in Palluaud
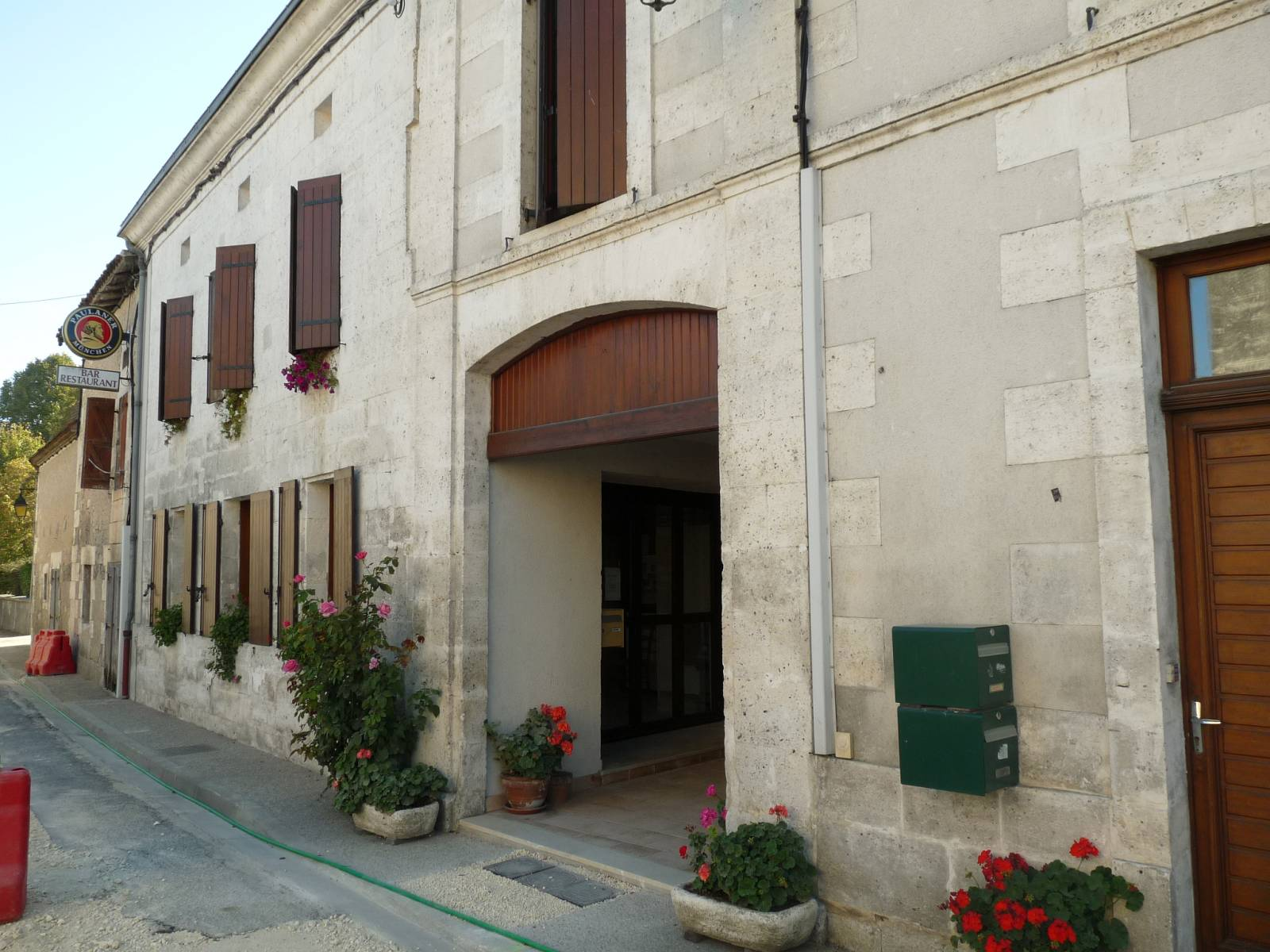
Gemeentehuis

## Geografie
De oppervlakte van Palluaud bedraagt 8,6 km², de bevolkingsdichtheid is 33,6 inwoners per km².
De onderstaande kaart toont de ligging van Palluaud met de belangrijkste infrastructuur en aangrenzende gemeenten.

## Demografie
Onderstaande figuur toont het verloop van het inwonertal (bron: INSEE-tellingen).